# 2024 chez Disney
Cet article présente la liste des évènements de la The Walt Disney Company ayant eu lieu en 2024.

## Événements

### Février
- 7 février 2024, Disney et Epic Games annoncent une collaboration pour des jeux moyennant un investissement de 1,5 milliard d'USD de Disney dans  Epic soit 9 % du capital[1],[2],[3]

### Mars
- 27 mars 2024, annonce de Hulu on Disney+, intégration du service Hulu dans Disney+, tous deux filiales de Disney[4]

### Juin
- 6 juin 2024, Ouverture de la zone Fantasy Springs de Tokyo DisneySea [5]
- 28 juin 2024, Ouverture de Tiana's Bayou Adventure au Magic Kingdom de Walt Disney World Resort[6]

### Juillet
- 24 juillet 2024, Disney-ESPN prolongent leur contrat avec la NBA et la WNBA de 11 ans jusqu'à la saison 2035-2036[7]

### Août
- 20 août 2024, les travaux du nouveau siège social new-yorkais de Disney s'achèvent et l'édifice prend le nom de Seven Hudson Square[8].

### Novembre
- 20 novembre 2024, cérémonie de baptême du Disney Treasure dernier navire de Disney Cruise Line dans le port de New York[9]

### Décembre
- 4 décembre 2024, 
  - lancement de ESPN on Disney+, intégration du service ESPN+ dans Disney+, tous deux des filiales de Disney[10]
  - le Seven Hudson Square est inauguré et prend pour nom officiel Robert A. Iger Building[11],[12].
- 6 décembre 2024, lancement de Hulu on Disney+, intégration du service Hulu dans Disney+, tous deux des filiales de Disney[13]
- 21 décembre 2024, croisière inaugurale baptême du Disney Treasure dernier navire de Disney Cruise Line[9]